# Valerio Zurlini
Valerio Zurlini (Bolonya, 19 de març del 1926 − Verona, 28 d'octubre del 1982) va ser un director de cinema i guionista italià.

## Biografia
Després d'estudiar dret i història de l'art, s'orienta cap al cinema i roda de 1948 a 1955 una quinzena de curtmetratges documentals. Realitza el seu primer llargmetratge, Le ragazze di San Frediano el 1955, una comèdia dramàtica adaptada de la novel·la de Vasco Pratolini. El 1957, escriu el guió de Guendalina, que rodarà Alberto Lattuada. Venen llavors, el 1959, Estate violenta, després el 1960 La ragazza con la valigia, amb Claudia Cardinale i Jacques Perrin, qui obté un èxit crític i públic.
El 1962, roda Cronaca familiare amb Marcello Mastroianni i Jacques Perrin, igualment inspirada en una novel·la de Vasco Pratolini del mateix títol, per la qual obté el Lleó d'or a Venècia. En aquestes tres pel·lícules, Valerio Zurlini pinta amb sensibilitat l'efusió amorosa i la desesperació existencial d'éssers conscients de les dificultats (d'ordre sociològic, polític o històric) en les quals evolucionen. La gran força de Zurlini és de comunicar als paisatges i a l'espai-imatge el malestar interior dels protagonistes (els "paisatges-estats d'ànim" que suggereix el crític Jean A. Gili). La mirada portada sobre el context sociopolític s'efectua, de manera destacable, sense que sigui simplificada fins i tot sigui engomada l'anàlisi dels sofriments interiors dels personatges.
És, en particular, el cas de la pel·lícula Estate violenta, amb Jean-Louis Trintignant, Eleonora Rossi Drago i Enrico Maria Salerno, que, recorda, a molts indrets emocionant-lo El jardí dels Finzi-Contini que Zurlini, fred amb els productors, no va dirigir, i que va ser, en definitiva, l'obra del gran Vittorio De Sica. Posa després en escena pel·lícules menys exitoses com El soldatesse  el 1965 o Seduto alla sua destra  el 1968, abans de trobar l'èxit el 1972 amb La primera nit de tranquil·litat  amb Alain Delon, Sonia Petrovna i Léa Massari.
L'obra més forta de Valerio Zurlini és potser la fidel adaptació escrita per André-Georges Brunelin el 1976 de la novel·la de Dino Buzzati Il Deserto dei Tartari amb decorats destacables del temps dels croats i un repartiment internacional prestigiosa que anuncia Vittorio Gassman, Giuliano Gemma, Philippe Noiret, Jacques Perrin, Laurent Terzieff, Fernando Rey, Jean-Louis Trintignant, Max von Sydow, Helmut Griem, Francisco Rabal i per a la música Ennio Morricone.
Valerio Zurlini mor el 1982.

## Filmografia
- 1944: Sorrida prego
- 1949: Racconto del quartiere
- 1949: Favola del cappello
- 1950: Pugilatori
- 1950: Miniature
- 1951: Il Blues della domenica sera
- 1952: La Stazione
- 1952: Soldati in città
- 1952: Il Mercato delle facce
- 1955: Le ragazze di San Frediano
- 1959: Estate violenta
- 1961: La ragazza con la valigia
- 1962: Cronaca familiare
- 1963: Il Paradiso all'ombre delle spade
- 1965: El soldatesse
- 1968: Seduto alla sua destra
- 1969: Come, quando, perché, codirogida amb Antonio Pietrangeli
- 1972: I Gabbiani d'inverno o l'inverno sull'Adriatico
- 1972: La primera nit de tranquil·litat (La prima notte di quiete)
- 1976: El desert dels tàrtars (Il Deserto dei Tartari)

## Premis i nominacions

### Premis
- 1962: Lleó d'Or per Cronaca familiare
- 1977: Ruban d'argent al millor director per Il Deserto dei Tartari
- 1977: David di Donatello al millor director per Il Deserto dei Tartari

### Nominacions
- 1961: Palma d'Or per La ragazza con la valigia